# Paga Fogo
Paga Fogo é uma aldeia de São Tomé e Príncipe, localiza-se no Distrito de Lembá, ilha de São Tomé, próxima às localidades de Monte Carmo, São José e Santa Jenny.